# Kapitalismen - Det okända idealet
Kapitalismen - Det okända idealet är en bok av Ayn Rand. Några avsnitt i boken är skrivna av Alan Greenspan, Nathaniel Branden och Robert Hessen. Den utkom i original 1966 under titeln Capitalism: The Unknown Ideal. En svensk utgåva gavs ut 1983 på förlaget Lindfors under titeln: Kapitalismen - det okända idealet (Översättning: Per-Olof Samuelsson) (ISBN 91-7268-067-9)